# Il vagabondo dello spazio
Il vagabondo dello spazio (Rogue in Space) è un romanzo di fantascienza dello scrittore statunitense Fredric Brown pubblicato nel 1957.

## Storia editoriale
Il romanzo è frutto dell'unione di due racconti lunghi precedentemente scritti da Brown: Gateway to Darkness (Fuga nel buio), pubblicato sulla rivista Super Science Stories nel novembre 1949 e Gateway to Glory, pubblicato su Amazing Stories nell'ottobre 1950. In quest'ultimo racconto, Brown introdusse l'idea di un asteroide senziente, "Rogue", che assumerà il ruolo di deus ex machina nella storia, permettendo la resurrezione del protagonista Crag e della sua amata. Brown iniziò a lavorare al romanzo alla fine del 1955, completandolo dopo otto mesi; un periodo molto lungo, tenendo conto che il la scrittura consisteva, di fatto, nell'adattamento dei due precedenti racconti. Il romanzo, pubblicato nel 1957, ha ricevuto critiche negative nonostante le varie ristampe.
Il romanzo fu pubblicato in Italia nel 1958 mentre il racconto Fuga nel buio, che costituiva il nucleo originario dell'opera, venne tradotto e pubblicato in Italia solo nel 1982.

## Trama
Il prologo narra del Vagabondo, un asteroide apparentemente simile ad altri ma dotato di autocoscienza e mobilità autonoma, in un viaggio interminabile nel Cosmo per assecondare il suo desiderio di conoscenza.
La vicenda ha inizio sulla Terra del XXIII secolo. L'Umanità ha colonizzato parte del Sistema Solare manifestando evidenti segni di decadenza tipica degli antichi imperi, tra corruzione e dissolutezza. L'ex astronauta Crag, un criminale schivo e solitario, viene arrestato per detenzione di stupefacenti. Olliver, un giudice e politico ambizioso, gli comunica in un'udienza privata come l'arresto sia un puro pretesto per proporgli un lavoro dietro un lauto compenso. Crag comprende presto e non senza dolore la necessità di una previa condanna penale. Molti criminali infatti vengono sottoposti a lavaggio del cervello, per mezzo di apparecchiature che manomettono la personalità e la memoria. Con la complicità dell'avvenente Judeth, moglie del magistrato, Crag viene sottoposto ad un trattamento fittizio affinché esca totalmente riabilitato senza intaccare le sue capacità. Durante la seduta l'uomo racconta dell'incidente costatogli una mano, sostituita da una micidiale protesi, e come sia scaturito l'odio verso le donne, giacché abbandonato da sua moglie.
Crag può recarsi tranquillamente su Marte terraformato e ottenere un impiego di vigilanza presso il laboratorio di un geniale inventore patito di Thomas Edison, fino a trafugare abilmente un piccolo apparecchio molto ambito da Olliver, apparentemente privo di utilità benché in grado di disintegrare la materia.
Crag, Olliver e Judeth raggiungono un piccolo asteroide sperimentandovi con successo l'apparecchio, che riduce molto lentamente il volume dell'astro. Olliver rivela il suo diabolico intento, un uso terroristico contro i pianeti abitati in cambio del potere. Judeth lancia l'astronave alla deriva affinché Olliver non possa fuggire. Crag, anche se disarmato, riesce ad uccidere Olliver. Oramai imprigionati su quanto resta dell'asteroide, e prossimi all'esaurimento dell'ossigeno, Judeth si fa disintegrare assieme al cadavere del marito. Crag distrugge l'apparecchio e muore.
Nel frattempo è giunto ignorato il Vagabondo; il trio di umani è la prima forma di vita cosciente che incontra. Assiste alla loro strana fine, non senza aver studiato la loro struttura fisica e scandagliato le loro menti. Crag, l'unico corpo rimasto intatto, viene riportato in vita.
Dapprima stupito e poi indignato per una resurrezione non richiesta, Crag si fa rendere l'astronave dal Vagabondo e riparte, non prima di essere messo al corrente dalla strana intelligenza della volontà di creare un nuovo pianeta utilizzando gli Asteroidi, e promettendogli ospitalità. Crag ringrazia e raggiunge Marte ritirando il compenso pattuito. Oramai ricco vorrebbe darsi alla pazza gioia ma gli è più difficile del previsto. Alloggia in una suite di un hotel di lusso, passando il tempo tra ubriacature ed atti di vandalismo, dal momento che la sua misoginia e misantropia lo precludono dagli altri piaceri. Gira per la città cercando guai fino a incontrare Gardin, un uomo della sua stoffa, con il quale nasce un'amicizia.
Il Vagabondo mantiene la promessa, con la nascita di un nuovo mondo battezzato "inspiegabilmente" Crager. L'uomo sa bene come il nuovo astro sia destinato a lui. Una spedizione terrestre viene infatti respinta e delle sonde automatiche distrutte. Crag è titubante.
Gardin tenta un colpo in una grossa gioielleria ma viene intrappolato dalla Polizia. Crag convoca la donna di Gardin, Bea, e con l'aiuto di un amico fuorilegge di Gardin, Hauser e della sua fidanzata Gert, recuperano l'astronave e con questa esfiltrano Gardin. I cinque fuggono trovando rifugio verso il pianeta Crager, che non li respinge, ma i compagni non sono propensi ad una vita selvaggia. Crag non può trattenerli e resta solo ma non a lungo, in quanto i poteri infiniti del Vagabondo gli permettono di rincontrare qualcuno che aveva odiato ma anche amato: una rediviva Judeth.

## Nella cultura popolare
Nella celebre commedia Divorzio all'italiana di Pietro Germi (1961), la moglie poco desiderata del protagonista legge il romanzo di Brown dalla collana Urania.

## Edizioni
- Fredric Brown, Il vagabondo dello spazio, traduzione di Mario Galli, Urania, n. 170, Milano, Mondadori, gennaio 1958.
- Fredric Brown, Il vagabondo dello spazio, traduzione di Mario Galli, Urania, n. 435, Milano, Mondadori, maggio 1966.
- Fredric Brown, Il vagabondo dello spazio, in Millemondinverno 1973: Tre romanzi completi di Fredric Brown, traduzione di Mario Galli, Millemondi, n. 4, Milano, Mondadori, novembre 1973.
- Fredric Brown, Il vagabondo dello spazio, traduzione di Mario Galli, Classici Urania, n. 18, Milano, Mondadori, settembre 1978.
- Fredric Brown, Il vagabondo dello spazio, in Brown. Assurdo universo, Progetto Giove, Il vagabondo dello spazio, Gli strani suicidi di Bartlesville, traduzione di Mario Galli, I Massimi della Fantascienza, n. 19, Milano, Mondadori, aprile 1989, ISBN 8804324600.
- Fredric Brown, Il vagabondo dello spazio, in Millemondi Estate 2002: Il vagabondo dello spazio. Due romanzi e 16 racconti, traduzione di Mario Galli, Millemondi, n. 35, Milano, Mondadori, agosto 2002.
- Fredric Brown, Il vagabondo dello spazio, traduzione di Giuseppe Lippi, Collezione Urania, n. 135, Milano, Mondadori, aprile 2014, ISBN 9788852048869.